# Ranichauri
Ranichuri (en népalais : रानिचुरी) est un comité de développement villageois du Népal situé dans le district de Sindhuli. Au recensement de 2011, il comptait 8 881 habitants.